# Azé (Mayenne)
Azé foi uma comuna francesa na região administrativa da Pays de la Loire, no departamento de Mayenne. Estendia-se por uma área de 29,82 km². Em 2010 a comuna tinha 3 256 habitantes (densidade: 109,2 hab./km²).
Em 1 de janeiro de 2019, passou a formar parte da nova comuna de Château-Gontier-sur-Mayenne.